# 이란 정부
이란 정부(Government of Iran) 또는 이란 이슬람 공화국 정부(페르시아어: نظام جمهوری اسلامی ایران, 로마자 표기: Nezâm-e Jomhuri-ye Eslâmi-ye Irân), 간단히 네잠(Nezam, 페르시아어: نظام, 로마자 표기: Nezâm, lit. 'the system')은 이란 혁명과 1979년 팔라비 왕조의 몰락 이후 집권한 이란의 지배 국가이자 현재의 정치 체제이다.
사후 국민투표를 통해 채택된 헌법은 행정부, 입법부, 사법 체계를 통한 권력 분리를 요구하고 있다. 이란의 최고 지도자는 국가 원수이자 군대의 총사령관이다.
현재 이슬람 공화국이라는 명칭을 사용하는 세 정부 중 하나이다.

## 같이 보기
- 루홀라 호메이니